# 南头镇
南头镇是中国广东省中山市下辖最小的一个镇，位于中山市北部。总面积30平方公里，人口15.8万人。南头镇的支柱产业是家电业，2004年12月被中国轻工业联合会、中国家用电器协会授予“中国家电产业基地”称号。2005年全镇国内生产总值为33亿元。2012年，全镇实现国内生产总值97.9亿元，工业总产值345亿元，税收15亿元，出口17亿美元。

## 南头概况
南头镇地处珠江三角洲南部，中山市北部，靠近珠江口，与佛山市顺德区相邻，全镇区域面积约30平方公里，人口11万人,其中户籍人口约4.3万人,辖3个行政村、4个社区居委会。近年来，南头镇经济建设持续高速发展，城镇建设日新月异，社会各项事业全面进步，先后获得“国家卫生镇”、“中国家电产业基地”、“全国文明镇”、“全国环境优美乡镇”、“广东省教育强镇”、“广东省平安建设先进镇”、“中山市经济强镇”等多项殊荣。2012年，南头镇实现生产总值97.9亿元，同比增长15.3%；工业总产值345亿元，增长21%；税收15亿元，增长7.7%，固定资产投资完成额13.9亿元，增长17.5%；出口17亿美元，增长12%。
南头以工业立镇，主要行业包括家电、机械、化工、电子等，全镇现有各类工业企业1000多家，其中规模以上企业300多家，年产值超亿元企业50多家，超10亿元企业3家。全镇有国家级、省级名牌名标及免检产品30多个、中国名牌企业5家。
为促进工业区向规模化、集约化方向发展，南头镇按照“高标准规划，高强度投入，高效能管理，高效益产出”的原则，将原有7个零散分布的工业区整合为升辉工业区。该工业区占地2.2万亩，配套设施完善，是一个适应现代企业发展需求的高标准、高效能、高质量生态环境的现代化工业区，被评为“中山市示范工业园区”。
南头镇位于中国家电产业群中心地带，聚集着中国五大品牌的家电企业，包括本镇的广东长虹电子有限公司和TCL空调器（中山）有限公司，以及南头周边的美的、科龙、格兰仕等。全镇现有家电产品企业及家电配套企业600多家，家电产业产值占全镇工业总产值的75%以上，形成了以空调、电视、冰箱等大家电为龙头，小家电门类齐全，零配件配套完善的区域特色产业优势。2004年，南头镇被中国轻工业联合会和中国家用电器协会授予全国首个“中国家电产业基地”称号，2006年，南头家用电器产业集群成为“广东省产业集群升级示范区”，2007年，南头成为“广东省创新示范专业镇”。
目前，共有6家上市公司在南头投资建立企业，并且有5家本土企业正在筹备上市。

## 交通
南头地处珠江三角洲中心位置，交通便捷。南三公路贯穿全镇，连接京珠高速公路、广珠西线高速、105国道和广珠城轨铁路经过本镇并设有出入口和站点，使南头全面融入珠三角“一小时经济圈”，届时南头至广州、珠海、澳门车程约为 40 分钟，到深圳、香港只需 1 个小时。水路交通同样便利，南头镇至小榄港、顺德港和中山港均只需约 30 分钟车程，全镇三面环水，可长年通行 1200 吨级船只，直达珠江口。

## 硬件建设
南头镇城镇建设日新月异。镇中心区建成面积达 12 平方公里，水、电、通讯网络完善；银行、医院、社区卫生服务中心、敬老院、综合性购物商场齐备，有三星级酒店两家，并即将有一家五星级酒店落户，全镇绿化覆盖率达 32% ，环境优美。2007年通过了“全国环境优美乡镇”考核验收。总投资两亿多元的南头镇污水处理厂已经投入使用，进一步改善环境质量。一批高素质的商住小区相继建成，为广大居民提供了优越的居住、生活条件。

## 教育文化
南头镇拥有一家省一级中学、四家市一级小学，以及著名的民办三鑫学校。文体广场、文艺培训中心、图书馆等文体设施齐全，先后承办了全国企业篮球赛和环南中国海国际自行车赛等大型赛事，成立了戏曲协会、盆景协会等十几个艺术团体。